# Miroslava da Pomerélia
Miroslava de Pomerélia (morte por volta de 1240) foi uma Princesa de Pomerélia da dinastía dos Samborides e, por casamento, Duquesa de Pomerânia. De 1220 a 1233, ela foi regente de seu filho, menor de idade, no governo da Pomerânia-Estetino.

## Vida
Miroslava era filha do Duque Mestwin I da Pomerélia (da dinastia local dos Samborides) e sua esposa, Suinislava. Ela se casou com o Duque Bogislau II da Pomerânia, que governou o Ducado da Pomerânia-Estetino. O ano do casamento não é certo. O historiador Johann Ludwig Quandt colocou o casamento no ano de 1208. O casamento gerou um filho, Barnim I, e duas filhas, Voislava (morta em 1229) e Dobroslava.
O Duque Bogislau II morreu em 1220. A duquesa Miroslava exerceu, até 1233, a regência do jovem duque Barnim I. Não é certo quando Barnim nasceu e quantos anos durou seu reinado. O historiador Martin Wehrmann assume que Barnim I nasceu por volta do ano 1210. Ele teria cerca de 10 anos de idade no momento da morte de seu pai e sua mãe teria realizado a regência (ou pelo menos estaria envolvida no governo) até que ele tinha por volta de 23 anos de idade. O historiador Adolf Hofmeister, no entanto, coloca o nascimento de Barnim I por volta de 1218; sua mãe teria governado por ele até os 15 anos de idade.
O selo da Duquesa Miroslava mostrou "em um campo redondo, à esquerda, o trono elevado, a duquesa em um longo manto, o peito direito, a mão esquerda estendida a frente dela, em pé à direita na frente dela, com a mão direita uma bandeira, com o lírio esquerdo". Segundo o historiador Theodor Pyl, não deveria ser um lírio, mas uma espada na bainha.
A data da morte da duquesa Miroslawa é desconhecida. A declaração na Pomerânia, segundo a qual ela morreu em 1240, pode estar correta. De acordo com escritores genealógicos dos séculos XVI e XVII, ela deve ter sido enterrada, como seu marido, antes dela, na igreja jacobina em Estetino

## Literatura
- Martin Wehrmann: Genealogie des pommerschen Herzogshauses. Verlag Leon Sauniers Buchhandlung, Stettin 1937, S. 43.